# Liste der Monuments historiques in Montaigu-le-Blin
Die Liste der Monuments historiques in Montaigu-le-Blin führt die Monuments historiques in der französischen Gemeinde Montaigu-le-Blin auf.

## Liste der Bauwerke
| Bezeichnung | Beschreibung                  | Standort | Kennzeichnung | Schutzstatus | Datum | Bild           |
| ----------- | ----------------------------- | -------- | ------------- | ------------ | ----- | -------------- |
| Burg        | Erbaut im 14./15. Jahrhundert | (Lage)   | PA00093159    | Classé       | 1926  | weitere Bilder |